# Recchia albicans
Recchia albicans är en skalbaggsart som först beskrevs av Guérin-Méneville 1831.  Recchia albicans ingår i släktet Recchia och familjen långhorningar. Inga underarter finns listade i Catalogue of Life.